# گه یو

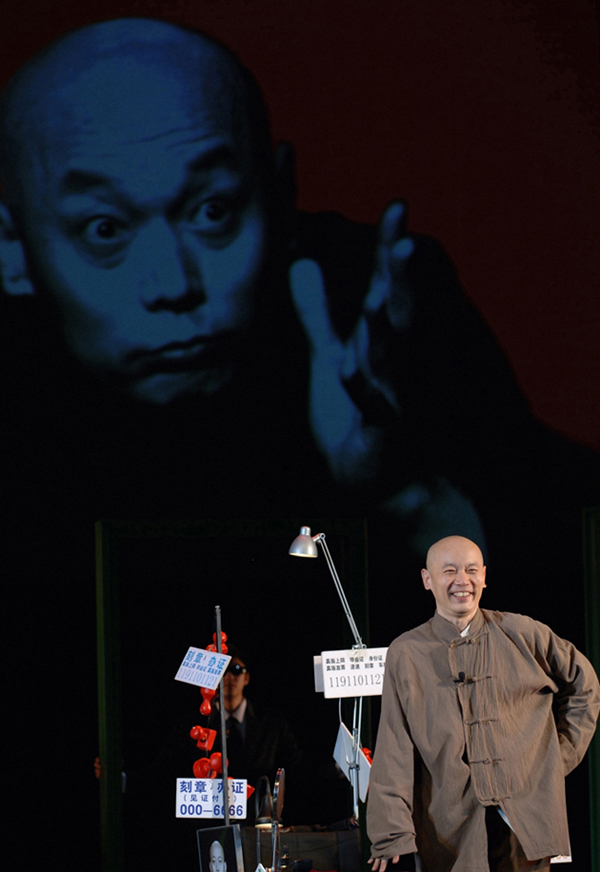
تصویر گِه یو

گِه یو (انگلیسی: Ge You؛ زادهٔ ۱۹ آوریل ۱۹۵۷) هنرپیشه اهل کشور جمهوری خلق چین است. وی معمولاً نقش‌های کمدی را بازی می‌کند.

## قسمتی از فیلمشناسی
- بدرود همخوابه من
- قربانی
- خیاط سفارشی

## جوایز
- برندهٔ جایزه بهترین بازیگر نقش اول مرد (جشنواره فیلم کن) به خاطر بازی در فیلم «to live» در سال ۱۹۹۴